# 骊山老母
骊山老母（俗写作黎山老母或梨山老母）是骊山的山神，中国传说中古代道教的女神仙，多为指点迷津、传授秘籍而受到世人所崇奉。傳說驪山老母姓氏与来历不详，是深居于骊山上的至高无上的女仙，在中国民间具有很大的影响力，常有道观供奉她的香火。驪山老母在道教典籍中很少被提及，她經常和西王母（王母娘娘）、無生老母、斗姥元君、太一元君（玄妙玉女）、九天玄女相互混同，亦或者是她們部分神格演化而來的神祇。

## 文獻記載
清代·俞樾《春在堂随笔》附《小浮梅闲话》云：“小说中多言骊山老母。骊山老母，实有其人，非乌有也。”
《汉书·律历志》载张寿王言：“壽王言化益為天子代禹，驪山女亦為天子，在殷周間，皆不合經術。”考骊山女为戎胥轩妻，正当商周之间，意其为人，必有非常材艺，为诸侯所推服，故后世传闻有为天子之事，而唐宋以后遂以为女仙，尊曰老母。《史记·秦本纪》：申侯乃言孝王曰：“昔我先骊山之女，为戎胥轩妻，生中湡，以亲故归周，保西垂。西垂以其故和睦。”
東漢·辛氏所撰的《三秦記》記載：“驪山湯泉，舊説以牲祭乃得入，可以去疾消病，俗云：秦始皇與神女遊而忤其旨，神女唾之則生瘡，始皇怖謝，神女為出温泉而洗除，後人因以為驗。”
道教典籍《驪山老母玄妙真經》中记载老母乃斗姥所化，为上八洞古仙女，相貌慈祥庄敬。斗姥在上古降於中原驪山，化身為驪山老母，為了拯救亂世，每逢應劫轉道運，勿隱勿顯，大顯威靈。她召賢納士，授門徒，隱居山岑傳仙法。有坤道十八姑，乾元子十二徒，皆修成正果，位鎮天宮。驪山老母仙道弘深，為師母至尊，傳先天大法，力圖精進，精修妙法，上有至道，中有妙術，下有正法。協運皇室，盡忠護朝衛國，而助大唐享太平。《驪山老母玄妙真經》称她为“万灵主教”、“驪山老母玄靈妙元大慈尊”、“驪山老母懿德玄妙大慈尊”，又被玉封为“护国懿德元君驪山老母大慈尊”，是救苦救难、护国佑民的存在。其中着重描写骊山老母熟知阴符（原文：“陰符者。上可通天。下可察地。中可化生萬物。”），哲解太上三清、六籍玉屬、先天罡訣、九鼎丹書玄奧；哲議九仙妙法、修真玄道、七十二化。真經中还描写了骊山老母神通广大：“上有神仙抱一之道，中有富國安民之法，下有強兵戰勝之術。”《驪山老母玄妙真經》是唯一一部講述驪山老母來歷的道教典籍，驪山老母是斗姥在人間傳道時的化身，成為了司修仙和玄門道術的知識之神，并沿襲了斗姥救苦救难、安衛兆民的職能。
《钦定古今图书集成》引《西元青鳥記》（明·茅元仪）記載：“一為驪山老母，即斗母。”

## 文學創作
唐代《太平广记》卷六十三引《集仙传》略云：骊山姥，不知何代人也。李筌好神仙之道，常历名山，博采方术，至嵩山虎口岩石室中，得《黄帝阴符经》本，李筌抄读数千遍，竟不晓其义理。因入秦，至骊山下，逢一老母，鬓髻当顶，餘髮半垂，敝衣扶杖，神壮甚异。路旁见遗火烧树，因老母自言“火生于木，祸发必尅”。李荃闻之心惊，趋前而问：“此《黄帝阴符经》秘文，母何得而言之？”母曰：“吾受此符，已一千八十年矣。”于是李荃向其求教，遂命对日而立，端详一番后说：“心影不偏，性贤而好德，神勇而乐智，真乃我弟子也。”
宋代的郑思肖创作有《骊山老姥磨铁杵欲作绣针图》的诗词。在李白小时候的故事中也出现了骊山老母磨铁杵的情景，李白看见一位老奶奶在磨一根很粗的铁杵，于是他好奇地问老奶奶为什么要磨这么粗的铁杵，老奶奶告诉他这是在磨绣花针呢，只要每天都磨，铁杵一定会磨成绣花针。后来有了这样的典故“只要功夫深，铁杵磨成绣花针”。
元末明初的诗人汪克宽创作有《題李營丘畫驪山老姥賜李密火星劍圖》的詩詞。在詩詞中，驪山老姥是“花冠仙姥”的形象。
元代楊景賢的《西遊記》雜劇中，孫悟空有五個兄弟姐妹：其中驪山老母為五人中的大姊，二姊巫枝祗聖母、大兄齊天大聖、二哥通天大聖（孫悟空），末弟耍耍三郎。
明代小說《西游记》第二十三回中讲述观音菩萨将黎山老母请下了山、并与文殊菩萨和普贤菩萨一起变出了个莫家庄，黎山老母变化成一个寡妇老婆婆，与三位菩萨变成的美女女儿一起考驗唐僧师徒，結果唐僧等人都遵守戒律，只誘惑了豬八戒。菩萨在離去時留下了一張簡帖，上面寫着「黎山老母不思凡，南海菩薩請下山。普賢文殊皆是客，化成美女在林間。」，意思是黎山老母不思凡，只是她被南海菩萨请下了山，同时南海菩萨也请来了普贤菩萨和文殊菩萨，菩萨们一同化成美女在林间考验唐僧师徒。电视剧《西游记》与原著略有差异，增加了黎山老母在黄风岭给孙悟空治疗眼痛的情节，并察觉到猪八戒凡心未改、意动神摇。之后，观音菩萨请来黎山老母、文殊菩萨和普贤菩萨一同观赏池中闪闪发光的金莲，后来提到唐僧师徒已聚会齐全，观音菩萨表示可放心些了，但黎山老母认为观音菩萨言之过早，困惑的观音菩萨请老母指教，黎山老母说她之前在黄风岭给孙悟空治眼痛时，发现猪八戒心志不坚，有些不大稳定。文殊菩萨和普贤菩萨建议设一迷局来考验唐僧师徒，于是三位菩萨纷纷变成美女女儿，异口同声地对黎山老母称呼为“母亲！”。另外，黎山老母在第七十三回中再次登場，唐僧師徒遭遇百眼魔君並被他的毒藥茶給藥倒後，黎山老母扮成一个重孝哭喪的孝婦，借夫喪之名，出面指點孫悟空，讓他前去紫雲山千花洞請毗藍婆菩薩來降伏此怪。孝婦說完後消失不見，只見黎山老母在空中現出真身，說她剛從龍華會上回來，見唐僧有難，假做孝婦，借夫喪之名，免去唐僧的這次死劫；讓孫悟空趕快去請毗藍婆，但不可說出是她指教，因為毗藍婆有些多怪人。後來，毗藍婆驚訝地說她自赴了盂蘭會，到至今已有三百餘年，她隱姓埋名，不曾出門，更無一人知曉，并問孫悟空是怎麼得知她的存在的。清代道士陈士斌所著评书《西遊真詮》第七十三回解釋道：“黎山老母熟陰符，說出百眼魔君多目怪，指純陰之識神，包藏毒焰；毗藍婆子司陽氣，宛然千花洞上紫雲山，狀至陽之燦赫，顯透光明。”
根据明代文人罗懋登所著的长篇通俗小说《三寶太監西洋記》中描述：骊山老母的地位高于释迦佛和玉皇大天尊，称为“治世天尊”，为火母之师。由于天地开辟之前没有文字，所以最初她没有姓名，因她生下盘古，便叫她老母，又因她居住在骊山上，故称其为骊山老母。
清代文人吕熊所著的长篇通俗小说《女仙外史》称驪山老母为地仙之祖，在天庭拥有官职，所有得道成为地仙的女子归驪山老母统管。驪山老母和眾女仙在廣寒宮做客，坐東首第一位，掌劫法主的素女坐西首第一位。
清代文人魏文中所著的长篇通俗小说《绣云阁》中說兰仙、桂仙、葛仙為爭奪三缄而開戰，驪山老母從這三花妖手中救出三缄，為他消災解難。
清代文人程良玉的《何仙姑宝卷》上卷中也提到驪山老母是上八洞神仙中唯一的女仙，排名第八位。而在下卷中她被描述為：“第八位神仙老道姑，手持寶劍駕雲霧，腰中藏天書，神通世上無，那神仙她是個驪山母。”
魯迅在《中國小說的歷史的變遷》中說西王母的故事，一直流行到唐朝，才被驪山老母奪去了位置。

### 文学中的徒弟
传说中骊山老母横跨多个时代，具有极为强大的法力，并教出各个时代中的英雄女将，如齐宣王的妻子钟无艳（战国时代）、薛丁山的妻子樊梨花（唐代）、杨宗保的妻子穆桂英（宋代）、高君保的妻子刘金定（宋代）、祝英台（东晋时期）、千年靈蛇白素贞（宋代）等，都为骊山老母的门下弟子。驪山老母於文學作品中的徒弟包括了：
- 杜光庭的《神仙感遇传》卷一中记载：“唐少室书生李筌常游嵩山，得《黄帝阴符经》，遇骊山老母，指授秘要。”
- 清代的刻本小说中有记载祝英台殉情后被老母所救，并传授一身绝技。
- 传说老母还传授神箭飞刀之术于穆桂英，使她成为杨门女将的一员。
- 小说《薛丁山征西》中说贞观年间，老母收留了西凉国寒江关守將的女儿樊梨花作为徒弟，传授她移山倒海，撒豆成兵之术，成就了一名英勇善战的女元帅。[30][31]
- 《白蛇传》历代部分版本中提及传授白素贞或小青骊山法术的师傅就是骊山老母。[32][33][34]
- 《鋒劍春秋》中的廉赛花和廉秀英也都是梨山老母的徒弟。[35][36]
- 《五虎平西》中的北遼公主「八寶公主」據說亦是梨山老母之徒、樊梨花等人的同門師妹。與將星「金面虎」狄青為宿世良緣，後成為狄青之續弦。
- 《淮安府志》中說范常真走私糧食救濟他人，事發後被定罪處刑。因為他行善事積了陰德被神人護佑，開釋其罪。後來又受到驪山老母指點，遂入山修行。[37]

## 廟宇
- 新北市新莊區 - 新莊樊元宮
- 新北市汐止區 - 玄妙宮
- 新北市深坑區 - 無極慈母宮
- 桃園市大溪區 - 峨嵋山驪山老母觀
- 台中市豐原區 - 無極梨母宮
- 台中市和平區 - 慈元宮母堂
- 南投縣仁愛鄉 - 靈山慈母宮
- 台南市南化區 - 驪山老母宮
- 台南市新化區 - 慈惠堂黎山老母
- 花蓮縣吉安鄉 - 花蓮慈雲宮

## 備註
1. ↑  時而隱身時而主動現身，她的行蹤無人能知。此處沿襲了摩利支天菩薩的隱身術，摩利支天的隱身術就連日月也看不見她，但是她卻能看見日月，并識破一切隱藏。在沪劇《庵堂相會》的唱詞中，太白在上八仙中數來數去就只看到七個，並沒有看到第八個神仙，後來看見了，“啊呀看見哉，第八個梨山老母修萬年”。